# Protolophus differens
Protolophus differens is een hooiwagen uit de familie Sclerosomatidae.